# Gråhalsad honungsfågel
Gråhalsad honungsfågel (Xanthotis flaviventer) är en fågel i familjen honungsfåglar inom ordningen tättingar.

## Utseende och läte
Gråhalsad honungsfågel är en stor medlem av familjen med en rätt lång och nedåtböjd svart näbb. Ovansidan är mörkbrun, undersidan ljusare beigebrun, med grått på hals och ansikte. En vit strimma sträcker sig från näbbroten bakom ögat och in på kinden.

## Utbredning och systematik
Gråhalsad honungsfågel förekommer i nordligaste Australien samt på och kring Nya Guinea. Enligt Clements et al delas den in i hela 13 underarter med följande utbredning:
- Xanthotis flaviventer fusciventris – Waigeo och Batantaöarna
- Xanthotis flaviventer flaviventer – nordvästra Nya Guinea, Misool och Salawati
- Xanthotis flaviventer rubiensis – väst-centrala Nya Guinea
- Xanthotis flaviventer saturatior – Sabai, Boigu, Aruöarna och södra Nya Guinea
- Xanthotis flaviventer tararae – kustvattnen i södra Nya Guinea (nedre Digul River, Fly River)
- Xanthotis flaviventer giulianettii – sydöstra Nya Guinea (Hall Sound till Port Moresby)
- Xanthotis flaviventer visi – sydöstra Nya Guinea (Cloudy Bay till Milne Bay)
- Xanthotis flaviventer kumusii – norra kusten av sydöstra Nya Guinea (Collingwood Bay, Aicora River)
- Xanthotis flaviventer madaraszi – nordöstra Nya Guinea (Huonhalvön)
- Xanthotis flaviventer philemon – norra Nya Guinea (Astrolabe Bay, Mamberamo River)
- Xanthotis flaviventer meyeri – Yapen
- Xanthotis flaviventer spilogaster – Trobriandöarna och D'Entrecasteaux-öarna
- Xanthotis flaviventer filiger – norra Queensland (norra Kap Yorkhalvön)

Andra, som International Ornithological Congress (IOC), urskiljer endast sju underarter, där tararae inkluderas i saturatior och philemon i meyeri. Ytterligare tre taxon anses vara övergångsformer: rubiensis mellan saturatior och nominatformen, kumusii mellan visi och madaraszi och giulianettii mellan saturatior och visi.

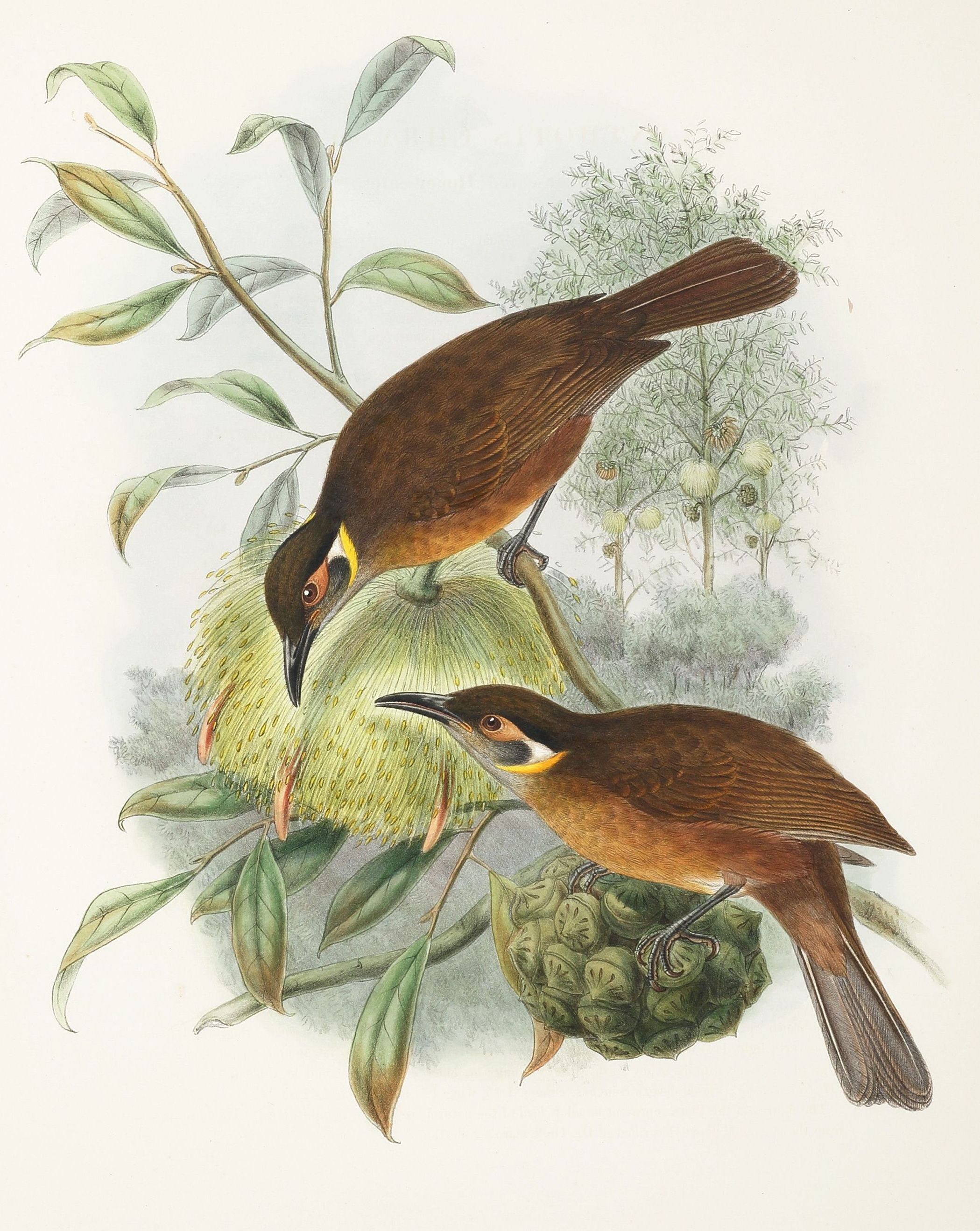

## Levnadssätt
Gråhalsad honungsfågel hittas i fuktigare skogar. Den lever av nektar, men kan också ses födosöka bland bark efter insekter.

## Status och hot
Arten har ett stort utbredningsområde, men tros minska i antal, dock inte tillräckligt kraftigt för att den ska betraktas som hotad. Internationella naturvårdsunionen IUCN listar arten som livskraftig (LC).